# Лобасово
Лобасово (укр. Лобасове) — село в Марковском районе Луганской области Украины. Входит в Сычанский сельский совет.
Население по переписи 2001 года составляло 160 человек. Почтовый индекс — 92440. Телефонный код — 6464. Занимает площадь 1,804 км². Код КОАТУУ — 4422588807.

## Местный совет
92440, Луганська обл., Марківський р-н, с. Сичанське, вул. Радянська, 5  (укр.)